# Pobouzke
Pobouzke (ukrainien : Побузьке, russe : Побугское) est une commune urbaine de l'oblast de Kirovohrad, en Ukraine. Elle compte 5 746 habitants en 2021.
La localité compte une usine de ferronickel, une gare ferroviaire et un musée des missiles stratégiques.